# 程湘爱
程湘爱（1966年—），女，汉族，安徽桐城人，中华人民共和国政治人物。现任国防科技大学前沿交叉学科学院高能激光技术研究所教授。第十四届全国政协委员。